# Angoram jezik
Angoram jezik (olem, pondo, tjimundo; ISO 639-3: aog), jezik donjosepičke skupine, ramu-donjosepičke jezične porodice, kojim govori 8 220 ljudi (2003 SIL) na donjem toku rijeke Sepik u Papua Novogvinejskoj provinciji East Sepik.
Govornici se za sporazumijevanje služe i tok pisinom [tpi].

## Vanjske poveznice
- Ethnologue (14th)
- Ethnologue (15th)